# Mehmet Akgün
Mehmet Akgün (Bielefeld, 1986. augusztus 6. –) német születésű török labdarúgó, a Kayseri Erciyesspor középpályása.